# ジュマ・イカンガー
ジュマ・イカンガー（Juma Ikangaa、1957年7月19日 - ）は、タンザニアのマラソン選手である。1980年代当時、日本男子マラソン陣にとってのライバルの一人であった。ベストタイムは2時間8分1秒（1989年ニューヨークシティマラソン）。

## プロフィール
高校卒業後、タンザニア陸軍に入隊。陸上選手としての目覚ましい活躍で士官に抜擢される(最終階級は少佐)。1982年9月、オーストラリアで開催されたコモンウェルスゲームズ（英連邦大会）で国際大会にデビューし、アフリカ人として初めて2時間10分の壁を破る2時間9分30秒のタイムで2位となる。1983年12月4日の福岡国際マラソンで瀬古利彦とゴール前の最終コーナーまで競り合い、優勝は逃したものの、1位の瀬古とわずか3秒差の2時間8分55秒という好タイムで2位となって当時の世界最高記録保持者・アメリカのサラザールらに勝利し一気に注目された。このとき、アフリカの星との異名も奉られた。1984年に東京国際マラソンで優勝し、ロス五輪でもダークホース視された。ロス五輪のマラソンでは、終盤のペースアップについていけなかったものの、6位入賞を果たした（ゴール前の直線で、キャステラに交わされての6位であった）。1985年は不調であったが、1986年の東京国際マラソンでは、カルロス・ロペス、中山竹通、ベライン・デンシモ、アベベ・メコネンといった強力メンバーの中、自己ベストとなる2時間8分10秒で優勝した。同年は12月の福岡国際マラソンも制し、2つの優勝が評価され、この年のマラソン世界ランク1位に輝いた。その後、1987年のローマ世界選手権6位、1988年のソウル五輪7位（今度はキャステラにゴール前交わされなかった）と、メダルには届かないものの、安定して大レースでも入賞を重ねた。1989年にはニューヨークシティマラソンで、生涯自己ベストとなる2時間8分1秒の好タイムで優勝した。当時の大会記録で、その後12年間破られることのない好タイムであった。このレースをピークに徐々に衰え、マラソンでの優勝も無くなったが、五輪、世界選手権にも出場し続け、長く活躍した。日本での活躍も多く、「タンザニアの黒豹」と呼ばれた。人の後ろを走るスタイルを好まず、常に先頭で引っ張るレース展開が特徴で、日本でも外国人選手の中でお茶の間にも有名なマラソン選手の一人であり人気もあった。イカンガー自身も日本が好きであり、１線級でなくなった後も、1993年から1996年まで毎年福岡国際マラソンに参加している。身長163cmと小柄ながら大きなストライドで走り、スピード感にあふれ、その爆発的なスピードは“タンザニア式ジェット走法”と評された。現在は指導者として若手の育成にあたっている。
2019年、タンザニアのスポーツ委員会理事として、第15回JICA理事長賞の表彰を受けた。

## 主な戦績
- コモンウェルスゲームズ　2位（1982年）
- ロサンゼルスオリンピック　6位（1984年）
- 東京国際　優勝（1984、1986年）、2位（1988年）
- メルボルン　優勝（1983、1984年）
- 福岡国際　優勝（1986年）、2位（1983年）
- 北京国際　優勝（1987年）
- ローマ世界陸上　6位（1987年）
- ソウルオリンピック　7位（1988年）
- ニューヨーク　優勝（1989年）
- ボストン　2位（1988-1990年）

## 現役時代　マラソン全成績
|    | 記録          | 順位 | 年月日   | 大会                                                         |
| -- | ------------- | ---- | -------- | ------------------------------------------------------------ |
| 1  | 2時間21分05秒 | 優勝 | 82.08.   | アフリカ選手権（カイロ）                                     |
| 2  | 2時間09分30秒 | 2位  | 82.10.08 | コモンウェルスゲームズ（ブリスベン）                         |
| 3  | 2時間10分54秒 | 5位  | 83.02.13 | 東京国際                                                     |
| 4  | 2時間13分11秒 | 15位 | 83.08.14 | ヘルシンキ世界選手権                                         |
| 5  | 2時間13分50秒 | 優勝 | 83.10.09 | メルボルン                                                   |
| 6  | 2時間08分55秒 | 2位  | 83.12.04 | 福岡国際（当時世界歴代7位）                                  |
| 7  | 2時間10分49秒 | 優勝 | 84.02.12 | 東京国際                                                     |
| 8  | 2時間12分33秒 | 6位  | 84.05.13 | ロンドン                                                     |
| 9  | 2時間11分10秒 | 6位  | 84.08.12 | ロサンゼルス五輪（入賞）                                     |
| 10 | 2時間15分41秒 | 優勝 | 84.10.14 | メルボルン                                                   |
| 11 | 2時間16分49秒 | 23位 | 84.12.02 | 福岡国際                                                     |
| 12 | 2時間11分06秒 | 10位 | 85.04.14 | ワールドカップ広島大会                                       |
| 13 | 2時間08分10秒 | 優勝 | 86.02.09 | 東京国際（当時世界歴代5位）                                  |
| 14 | 2時間08分39秒 | 3位  | 86.10.19 | 北京国際                                                     |
| 15 | 2時間10分06秒 | 優勝 | 86.12.07 | 福岡国際                                                     |
| 16 | 2時間16分17秒 | 11位 | 87.04.20 | ボストン                                                     |
| 17 | 2時間13分43秒 | 6位  | 87.09.06 | ローマ世界選手権（入賞）                                     |
| 18 | 2時間12分19秒 | 優勝 | 87.10.18 | 北京国際                                                     |
| 19 | 2時間08分42秒 | 2位  | 88.02.14 | 東京国際                                                     |
| 20 | 2時間08分44秒 | 2位  | 88.04.18 | ボストン                                                     |
| 21 | 2時間13分06秒 | 7位  | 88.10.02 | ソウル五輪（入賞）                                           |
| 22 | 2時間09分56秒 | 2位  | 89.04.17 | ボストン                                                     |
| 23 | 2時間08分01秒 | 優勝 | 89.11.05 | ニューヨーク（当時世界歴代10位、大会新記録、生涯ベスト記録） |
| 24 | 2時間18分47秒 | 11位 | 90.01.30 | コモンウェルスゲームズ（オークランド）                       |
| 25 | 2時間09分52秒 | 2位  | 90.04.16 | ボストン                                                     |
| 26 | 2時間14分32秒 | 4位  | 90.11.04 | ニューヨーク                                                 |
| 27 | -             | DNF  | 91.04.15 | ボストン                                                     |
| 28 | 2時間17分19秒 | 13位 | 91.11.03 | ニューヨーク                                                 |
| 29 | 2時間11分44秒 | 4位  | 92.04.20 | ボストン                                                     |
| 30 | 2時間19分34秒 | 34位 | 92.08.09 | バルセロナ五輪                                               |
| 31 | 2時間18分06秒 | 22位 | 93.04.19 | ボストン                                                     |
| 32 | 2時間24分23秒 | 21位 | 93.08.14 | シュトゥットガルト世界選手権                                 |
| 33 | 2時間16分04秒 | 18位 | 93.12.05 | 福岡国際                                                     |
| 34 | 2時間24分01秒 | 59位 | 94.04.17 | ロンドン                                                     |
| 35 | 2時間21分45秒 | 31位 | 94.09.25 | ベルリン                                                     |
| 36 | 2時間13分57秒 | 10位 | 94.12.04 | 福岡国際                                                     |
| 37 | 2時間21分03秒 | 30位 | 95.04.02 | ロンドン                                                     |
| 38 | 2時間30分53秒 | 43位 | 95.08.12 | イエテボリ世界選手権                                         |
| 39 | 2時間27分24秒 | 81位 | 95.12.03 | 福岡国際                                                     |
| 40 | 2時間31分20秒 | 23位 | 96.03.03 | ロサンゼルス                                                 |
| 41 | 2時間32分01秒 | 97位 | 96.12.01 | 福岡国際                                                     |
| 42 | 2時間43分29秒 | 35位 | 97.02.16 | 泉州                                                         |